# Warden (Kent)
Pour les articles homonymes, voir Warden.
Warden est une paroisse civile et un village du Kent, en Angleterre.